# Цветино (Болгария)
Цветино (болг. Цветино) — село в Болгарии. Находится в Пазарджикской области, входит в общину Велинград. Население составляет 168 человек.

## Политическая ситуация
Цветино подчиняется непосредственно общине и не имеет своего кмета.
Кмет (мэр) общины Велинград — Иван Георгиев Лебанов (независимый) по результатам выборов в правление общины.